# Нікеп (Меріленд)
Нікеп (англ. Nikep) — переписна місцевість (CDP) в США, в окрузі Аллегені штату Меріленд. Населення — 95 осіб (2020).

## Географія
Нікеп розташований за координатами 39°33′6″ пн. ш. 78°59′52″ зх. д. / 39.55167° пн. ш. 78.99778° зх. д. (39.551568, -78.997730).  За даними Бюро перепису населення США в 2010 році переписна місцевість мала площу 0,39 км², уся площа — суходіл.

## Демографія
Згідно з переписом 2010 року, у переписній місцевості мешкало 116 осіб у 39 домогосподарствах у складі 29 родин. Густота населення становила 298 осіб/км².  Було 42 помешкання (108/км²).
Расовий склад населення:
| - 96,6 % — білих - 0,9 % — вихідців з тихоокеанських островів |

До двох чи більше рас належало 2,6 %. Частка іспаномовних становила 0,0 % від усіх жителів.
За віковим діапазоном населення розподілялося таким чином: 27,6 % — особи молодші 18 років, 54,3 % — особи у віці 18—64 років, 18,1 % — особи у віці 65 років та старші. Медіана віку мешканця становила 34,0 року. На 100 осіб жіночої статі у переписній місцевості припадало 93,3 чоловіків;  на 100 жінок у віці від 18 років та старших — 115,4 чоловіків також старших 18 років.
Середній дохід на одне домашнє господарство  становив 33 969 доларів США (медіана — 41 071), а середній дохід на одну сім'ю — 33 969 доларів (медіана — 41 071). За межею бідності перебувало 34,1 % осіб, у тому числі 100,0 % дітей у віці до 18 років та 0,0 % осіб у віці 65 років та старших.
Цивільне працевлаштоване населення становило 42 особи. Основні галузі зайнятості: науковці, спеціалісти, менеджери — 40,5 %, освіта, охорона здоров'я та соціальна допомога — 38,1 %, мистецтво, розваги та відпочинок — 21,4 %.